# Vorderpaulinum

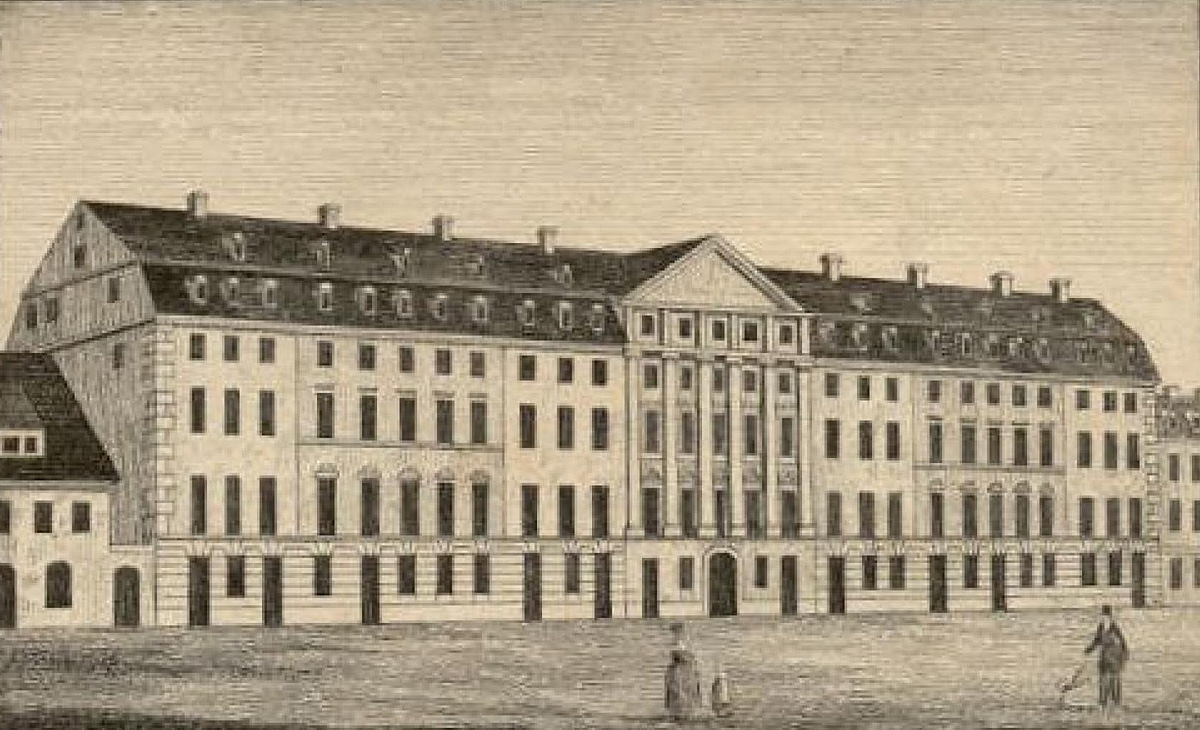
Das Vorderpaulinum um 1830

Das Vorderpaulinum war ein historisches Gebäude der Universität Leipzig an der Universitätsstraße 3–5, das nach seinem Neuaufbau 1895/96 bis zu seiner Zerstörung 1943 nur noch Paulinum hieß.

## Geschichte
1543  hatte Kurfürst Moritz das nach der Reformation säkularisierte Dominikanerkloster St. Pauli der Universität Leipzig übereignet. Es wurde mit all seinen Gebäuden zum Collegium Paulinum der Universität.
An der westlichen Grenze des Komplexes, der späteren Universitätsstraße (bis 1839 Alter Neumarkt) standen Häuser aus dem Wirtschaftsbetrieb des Klosters, wie Kornhaus, Backstube, Torhaus, Bad. Die Häuser wurden ohne größere Umbauten für den Universitätsbetrieb genutzt, teils als Professorenwohnungen, teils zum Lehrbetrieb. Der erste größere Umbau, der einem Neubau gleichkam, erfolgte von 1797 bis 1805 in drei Etappen. Die Pläne stammten vom Universitätsbaumeister Carl August Benjamin Siegel. Ergebnis war ein 136 Ellen, also über 77 Meter, langes Gebäude, für das sich der Name Vorderpaulinum einbürgerte, da es von der Stadt gesehen die Vorderseite des Paulinergeländes war und um es von dem im Hof dahinter gelegenen Bibliotheksgebäude, dem Mittelpaulinum, zu unterscheiden.

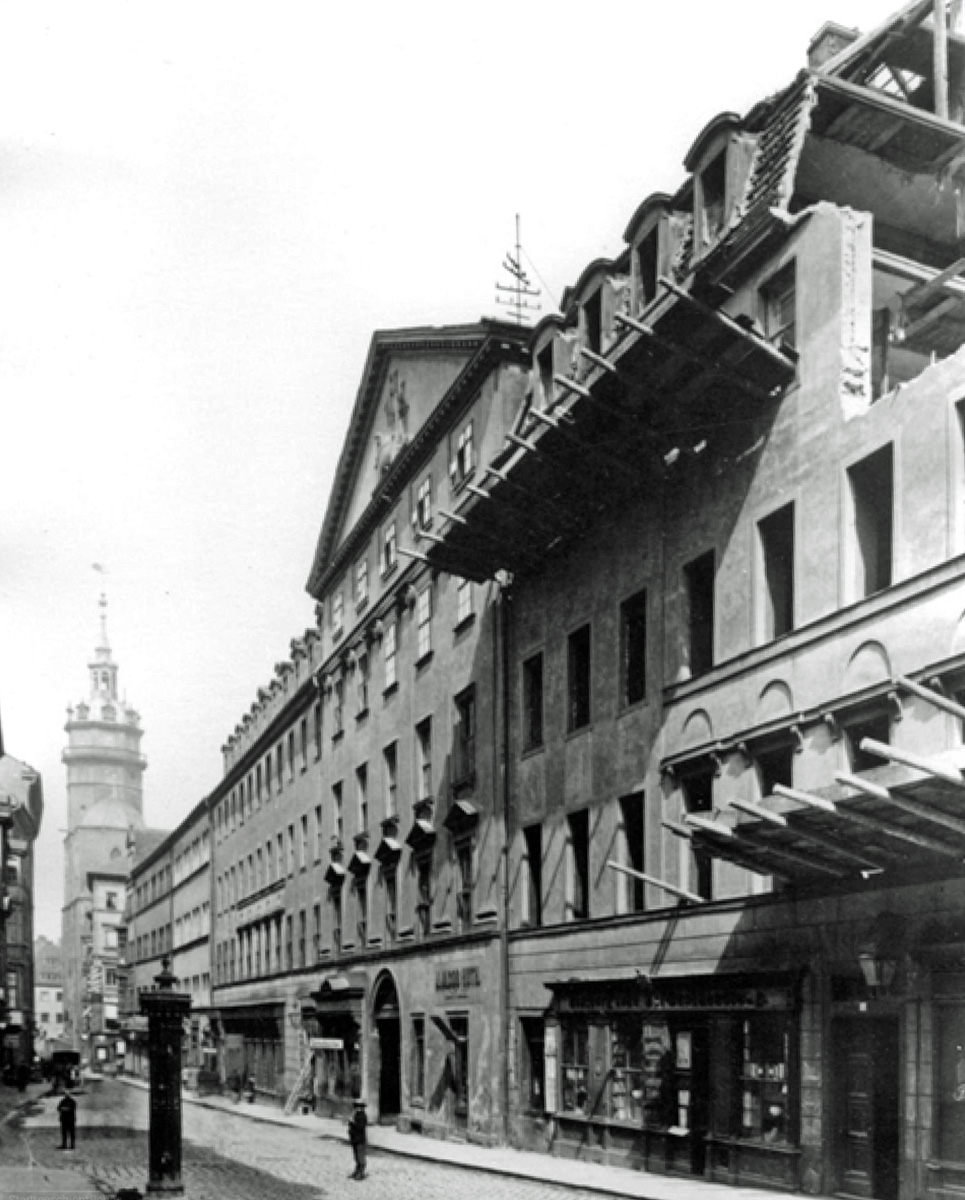
Der Abbruch des Vorderpaulinums 1894
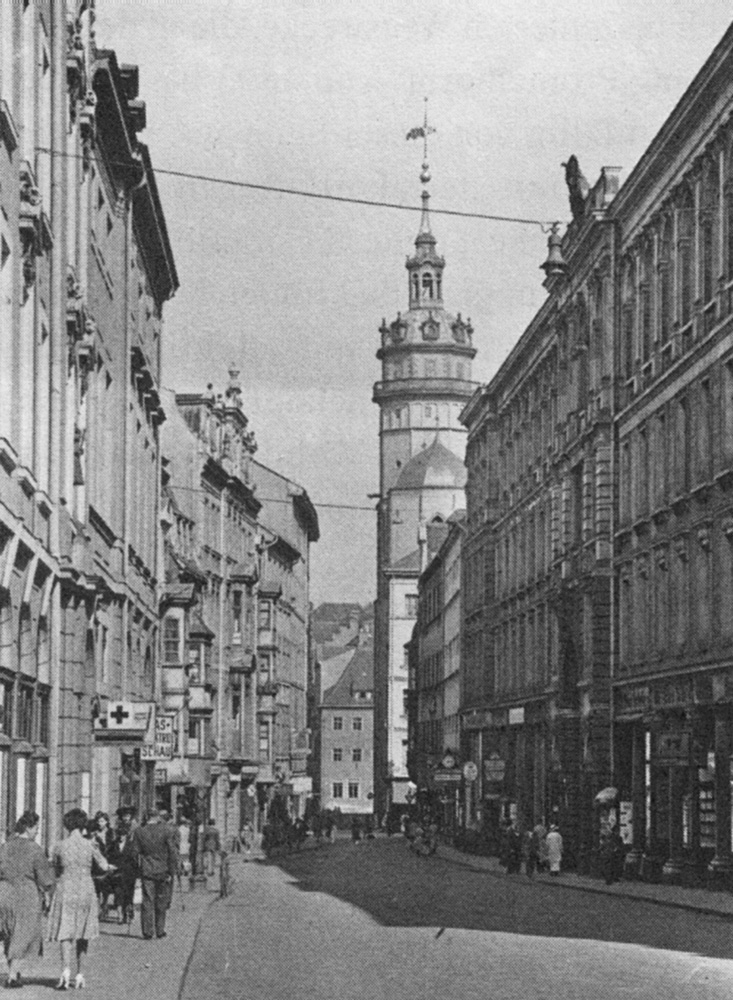
Die Universitätsstraße mit dem Paulinum um 1930

Das vierstöckige Gebäude hatte 27 Fensterachsen mit einem fünfachsigen Mittelrisalit, der von einem Giebelfeld gekrönt wurde. Dessen Schmuck stammte vermutlich von Veit Hanns Schnorr von Carolsfeld. Auf dem ausgebauten Dach befanden sich zwei Reihen übereinander angeordneter Dachfenster.
Das Vorderpaulinum war bis zur Errichtung des Augusteums am Augustusplatz durch Albert Geutebrück 1831–1836 das Hauptgebäude der Universität.
In die große Umgestaltung der Universitätsbauten durch Arwed Roßbach zum Ende des 19. Jahrhunderts wurde auch das Vorderpaulinum einbezogen. 1894 wurde das Vorderpaulinum abgerissen und 1895/96 ein neues Gebäude errichtet. Im Gegensatz zu den übrigen Bauten Roßbachs war die Fassade des Neubaus, der wegen des abgerissenen Mittelpaulinums jetzt nur noch Paulinum hieß, relativ schlicht gehalten, da die Erdgeschosszone als Ladenlokale vermietet wurde und die Schmalheit der Universitätsstraße kaum einen Blick auf die Fassade zuließ. Im Mittelteil besaß der Bau eine dreiteilige Durchfahrt zum Paulinerhof. 1916 wurde das Dach erhöht, und die Räume des Dachgeschosses wurden ausgebaut.
Beim Bombenangriff vom 4. Dezember 1943 auf Leipzig wurde das Paulinum vollständig zerstört. Etwa an der Stelle des Paulinums, jedoch von der Universitätsstraße abgerückt und erhöht, entstand bei der Errichtung der Neubauten der Karl-Marx-Universität 1973 bis 1978 das Seminargebäude.